# Cefeidă

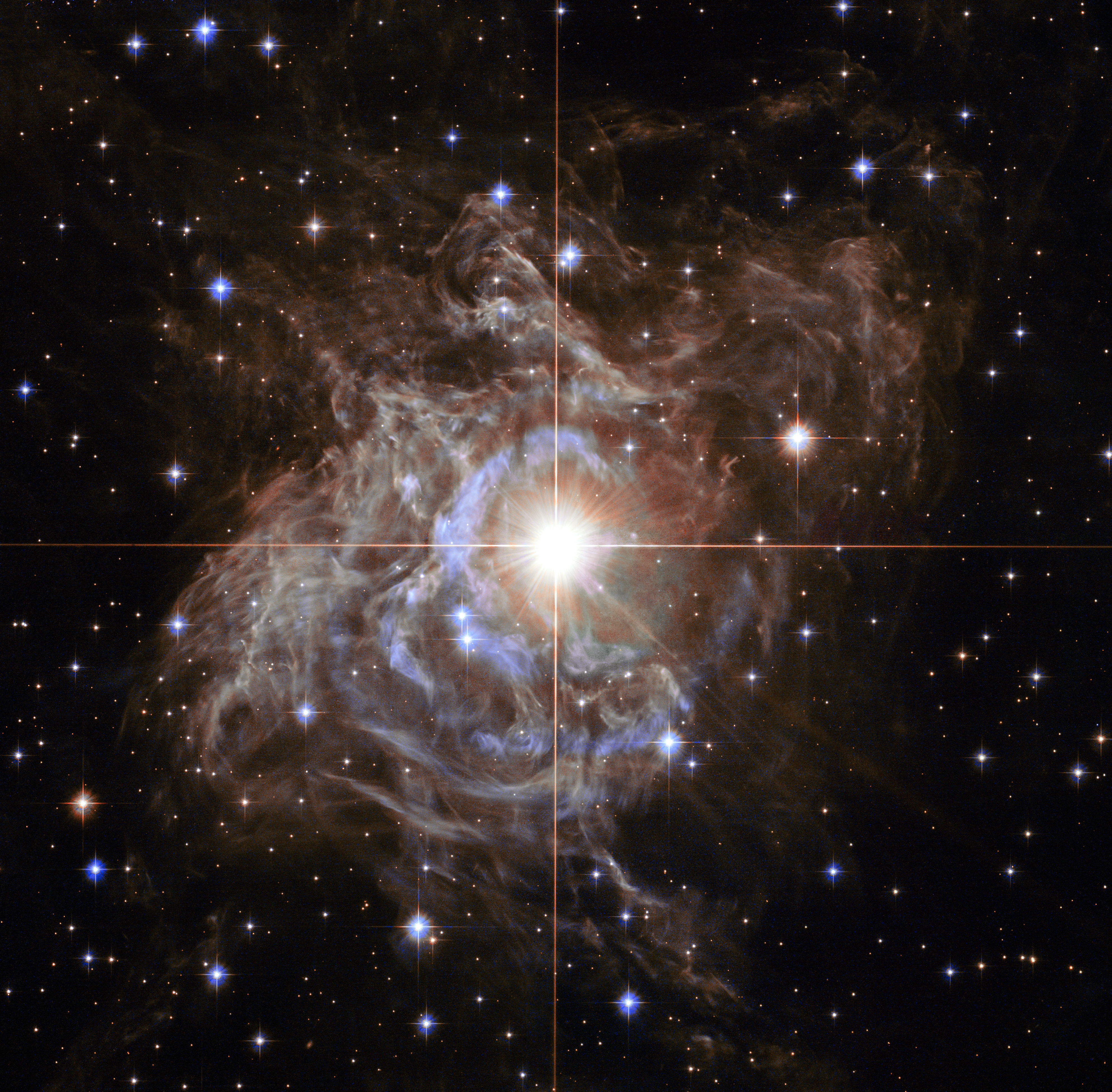
RS Puppis, una dintre cele mai luminoase stele variabile cefeide cunoscute din Calea Lactee (Hubble Space Telescope)

O cefeidă este o stea variabilă, gigantă sau supergigantă galbenă, de 4 până la 15 ori mai masivă decât Soarele și de 100 până la de 30 000 de ori mai luminoasă, a cărei strălucire variază de la 0,1 la 2 magnitudini potrivit unei perioade bine definite, cuprinse între 1 și 135 de zile, de unde își trage numele  de stea variabilă. Ele au fost denumite după prototipul stelei δ din constelația Cefeu. Steaua Polară este o cefeidă (cel puțin până în 1994 de când strălucirea sa a devenit stabilă, fără să fi fost găsită vreo explicație).

## Istorie
Henrietta Leavitt, în anii 1910-1920, la Universitatea Harvard, a clasat cefeidele din Norii lui Magellan. Ea a observat că perioadele cefeidelor sunt cu atât mai mari cu cât acestea sunt mai strălucitoare. Ea a găsit o relație care leagă perioada de variație (timpul dintre două maxime sau două minime) cu media luminozității aparente a acestor stele, și deci cu luminozitatea lor absolută, întrucât distanța dintre stelele din interiorul Norului este neglijabilă în raport cu distanța lor de Pământ. Astfel, este suficientă măsurarea distanței uneia dintre aceste cefeide (de exemplu prin metoda paralaxei), pentru a obține o relație generală care să lege perioada și luminozitatea lor absolută și să se determine distanța oricărei alte cefeide observate.  Această măsură a fost realizată pentru prima oară în 1916, la Universitatea Harvard, de Harlow Shapley care a completat descoperirea Henriettei Leavitt. Începând de la această dată cefeidele au devenit o referință pentru măsurarea distanței stelelor sau galaxiilor din ce în ce mai îndepărtate în Univers.

Din nefericire, această metodă este limitată la distanța maximă la care se poate observa o stea situată într-o galaxie. 

## Caracteristici
Tânără, însă cu structură mai evoluată decât Soarele, o cefeidă își datorează energia luminoasă reacțiilor de fuziune nucleară care, în regiunea sa centrală, transformă heliul în carbon. Arthur Eddington a dat o primă explicație a variațiilor luminozității în 1926. Partea externă a stelei se contractă și se dilată alternativ, în urma unui dezechilibru auto-întreținut al forțelor legate de presiunea gazului și gravitate. Aceste mișcări sunt însoțite de schimbări de temperatură responsabile de variația periodică a luminozității. Perioada de variație a strălucirii unei cefeide reprezintă în jur de două ori timpul necesar unei unde de presiune  pentru a se propaga din centrul stelei la suprafață; ea depinde de starea mediului traversat de undă și constituie de aceea o sursă prețioasă de informații privitoare la structura internă a stelei.

## Rol în calculul distanțelor
Cefeidele joacă un rol foarte important ca etaloane ale scărilor distanței în Univers mulțumită relației perioadă-luminozitate care le caracterizează: cu cât o cefeidă este mai luminoasă cu atât mai mult perioada sa de strălucire este mai lungă. Dacă se cunoaște perioada unei cefeide, măsurabilă cu ușurință, relația perioadă-luminozitate permite să se determine strălucirea intrinsecă a acestei stele. Printr-o simplă comparație cu strălucirea sa, se deduce distanța ei, și, prin urmare, cea a galaxiei care o adăpostește.
O relație generică de forma:
5 × log10d = MV + a × log10P – b × ( MV – MI ) + c
permite să se deducă distanța d a unei cefeide clasice exprimată în parseci pornind de la perioada sa P și de la magnitudinea sa aparentă MI în infraroșul apropiat (banda I) și MV în lumină vizibilă. Mai multe valori experimentale ale coeficienților a, b și c au fost publicate:
( a ; b ; c ) = ( 3,34 ; 2,45 ; 7,52 ),
( a ; b ; c ) = ( 3,34 ; 2,58 ; 7,50 ),
( a ; b ; c ) = ( 3,37 ; 2,55 ; 7,48 ).
Foarte strălucitoare, deci vizibile de departe, cefeidele sunt detectate în prezent în alte galaxii decât a noastră până la distanțe de circa 80 de milioane de ani-lumină mulțumită Telescopului Spațial Hubble. Aceste determinări de distanțe sunt esențiale la calculul valorii Constantei lui Hubble, care măsoară ritmul expansiunii Universului. Punctul delicat rezidă în etalonarea absolută a relației perioadă-luminozitate, care necesită determinarea independentă, într-un mod precis, a distanței a cel puțin câtorva cefeide situate în Calea Lactee.
De altfel, când se determină luminozitatea unei cefeide pornind de la relația perioadă-luminozitate, trebuie știut că galaxiile, și deci cefeidele pe care acestea le conțin, nu sunt identice, ci diferite prin compoziția lor chimică. Ceea ce a apărut în cursul acestor ultimi ani cu analiza unui foarte mare număr de cefeide detectate în două galaxii vecine, Micul și Marele Nor al lui Magellan.
Măsurarea luminozității cefeidelor constituie una din numeroasele metode existente pentru determinarea distanței unui astru.